# Slaget om Siljan
Slaget om Siljan är ett daladerby mellan klubbarna Leksands IF och Mora IK, som har pågått sedan ishockeysektionerna i föreningarna bildades under 1930-talet. Även om klubbarna delvis har spelat i olika serier under åren har intresset för dessa matcher ständigt dragit stor publik, exempelvis har man anordnat matcher i Globen.

## 1900-talet
Den första matchen mellan lagen spelades den 16 januari 1938. Matchen var även Leksands första ishockeymatch någonsin, och den började bra för nykomlingarna; efter tre ordinarie perioder ledde man med 8-0, varvid Mora bad om att få spela en extraperiod för att åtminstone göra ett mål. Denna extraperiod misslyckades emellertid för Mora, som slutligen fick se sig besegrade med hela 11-0.

## 2010-talet
Under 2010-talet spelade Leksand till viss del i den näst högsta serien, Hockeyallsvenskan, där även Mora IK för det mesta spelade. Under detta årtionde trappades derbyna upp: exempelvis byggdes en tillfällig utomhusarena i Leksand, med kapacitet för över 17000 åskådare inför ett derby mot Mora, och den 26 februari 2011 ägde det största derbyt hittills rum. Leksand gjorde det första målet, men detta besvarades ganska snart med fyra mål av Mora IK, som slutligen stod som vinnare. Man anordnade även två derbyn i globen, där båda matcherna vanns av Leksand.
Ytterligare en ny era fick rivaliteten när båda lagen skulle mötas i kvalet till Svenska hockeyligan 2017. Leksand hade efter en misslyckad säsong hamnat på den sista platsen i SHL, medan Mora IK efter en stark insats i hockeyallsvenskan fick chansen att ta klivet upp i högsta serien. Matchserien slutade 4-2 till Moras fördel.
Nästa år lydde ombytta roller i ett kval där nu Mora IK hotades av degradering. Leksand misslyckades med detta och förlorade matchserien med 4-1. Leksand tog emellertid revansch nästkommande år, och vann matchserien med 4-1, efter att August Berg gjort mål i Sudden death. Detta är den senaste tävlingsmatchen lagen emellan, då de spelat i olika serier sedan dess.